# Доага
Доага (рум. Doaga) — село у повіті Вранча в Румунії. Входить до складу комуни Гароафа.
Село розташоване на відстані 181 км на північний схід від Бухареста, 16 км на північний схід від Фокшан, 149 км на південь від Ясс, 72 км на північний захід від Галаца, 131 км на схід від Брашова.

## Населення
За даними перепису населення 2002 року у селі проживали 275 осіб, усі — румуни. Усі жителі села рідною мовою назвали румунську.